# Liste von Persönlichkeiten aus Bedigliora
Diese Liste enthält in Bedigliora im Kanton Tessin geborene Persönlichkeiten und solche, die in Bedigliora ihren Wirkungskreis hatten, ohne dort geboren zu sein. Die Liste erhebt keinen Anspruch auf Vollständigkeit.

## Persönlichkeiten
(Sortierung nach Geburtsjahr)
- Domenico da Bedigliora (* um 1380 in Bedigliora; † nach 1425 ebenda), Architekt[1][2][3]
- Matteo Bolli (* um 1489 in Bedigliora; † nach 1520 ebenda), Lehrer in Perugia[4]
- Giovanni Pietro Taiada (* 1490 in Bedigliora; † nach 1528 ebenda), Architekt, 1528 entwarf er das Chorprojekt für die ehemalige Kirche Santa Marta in Lugano[5]
- Pietro Ruspini (* um 1640 in Beride; † nach 1675 ebenda), Architekt[6]

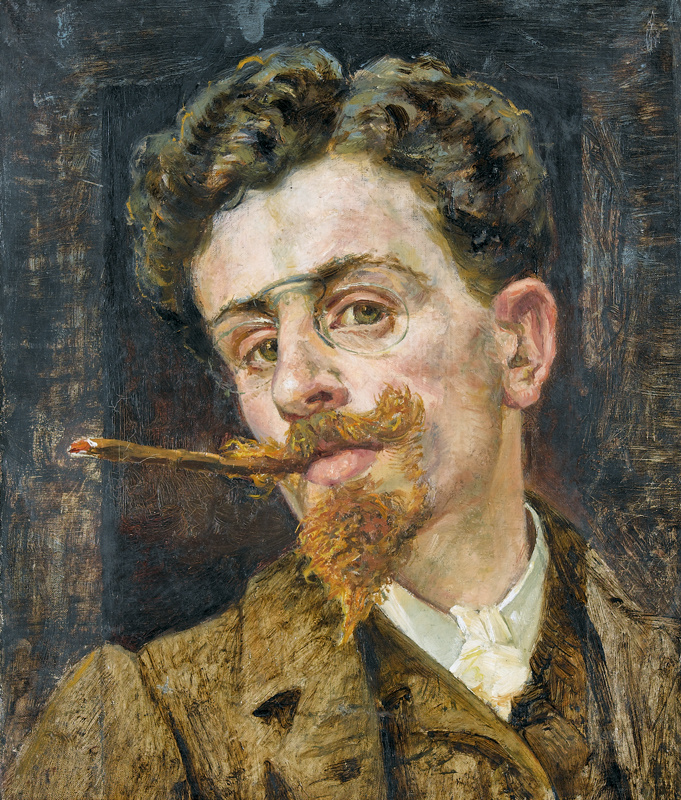
Selbstbildnis Sigismund Righini, etwa 1899

- Familie Righini. [7], aus Marzio und Viconago[8]
  - Pietro Righini seu Minora (* um 1465 in Bedigliora; † nach 15. März 1528 ebenda), Maler in Ligurien und Wohltäter[9]
  - Sigismund Righini (1870–1937), aus Bedigliora, Sohn des Francesco, Kunstmaler, im Sommer wohnte er in Bedigliora

- Adels- und Künstlerfamilie Amadeo/Amadò. [10]
  - Francesco Amadeo (* 29. Oktober 1591 in Bedigliora; † 14. Januar 1683 in Brusino Arsizio), Sohn des Domenico, Priester, Pfarrer von Brusino Arsizio[11]
  - Giovanni Battista Amadeo (* um 1643 in Bedigliora; † 11. September 1725 in Brusino Arsizio), Neffe des Francesco, Priester, Pfarrer von Brusino Arsizio[12]
  - Teodoro Amadò (* 16. Oktober 1672 in Bedigliora; † 15. Januar 1751 ebenda), Administrator des Grafen Antonio Riva aus Lugano[13]
  - Rocco Amadeo (* 28. August 1709 in Bedigliora; † nach 1779 in St. Petersburg ?), Stuckateur, Polier, u. a. am Anitschkow-Palais in St. Petersburg[14]
  - Teodoro Amadò (* 28. Oktober 1793 in Bedigliora; † 20. Juni 1861 ebenda), Sohn des Pietro, Militär, Offizier der Vereinigten Staaten of Amerika, Grundbesitzer in Nanchitocket Louisiana und in Bedigliora[15]
  - Luigi Amadò (* 16. September 1820 in Bedigliora; † 5. Juli 1876 in Sant’Antonio), Priester, Pfarrer von Sant’Antonio, am 1. Januar 1872 war er Mitglied der Società degli amici dell’educazione del popolo.[16]
  - Pietro Giuseppe Amadò (* 27. September 1831 in Bedigliora; † 15. Januar 1891 in Novaggio), Sohn des Teodoro, Politiker, Gemeindepräsident von Bedigliora, Tessiner Grossrat, Hauptmann der Schweizer Armee[17], am 1. Januar 1872 war er Mitglied der Società degli amici dell’educazione del popolo.[18][19]
  - Antonio Amadò (* 25. September 1872 in Bedigliora; † 10. April 1964 in Lugano), Baumeister, Unternehmer, er chuf in Port Said und am Sueskanal, dann kehrte er zurück und baute den ehemaligen Palast Amadò in Molino Nuovo[20]
  - Teodoro Amadò (* 5. März 1880; † 27. März 1931), Telegraphist in Lugano, Freidenker, Freimaurer Mitglied der Loggia Massonica il Dovere in Lugano[21], verantwortlich der Neue Strasse von Selvatica nach Bedigliora[22]
  - Giuseppe Amadò (* 14. März 1882 in Bedigliora; † 9. Dezember 1948 in Astano), Architekt, Techniker an der Kantonale Baudepartement in Bellinzona, er projektierte und realiziert den Strandbad beim Laghetto von Astano[23]
  - Caterina Amadò genannt Lilla (* 12. Juni 1884 in Bedigliora; † 21. Februar 1967 in Castelrotto), Rektorin des weiblichen Gymnasiums von Lugano[24]
  - Undecimo Amadò (* 17. November 1890 in Bedigliora; † 27. Dezember 1968 in Lugano), Direktor des IV. Zollkreises, Oberst der Schweizer Armee. Besitzer einen Modelweingarten mit Pinot noir Weinreben in Bedigliora, Gran Coppiere der Gesellschaft Amici del vino[25] Als Major schrieb: Riflessioni sulla preparazione delle truppe di montagna alia guerra invernale. und Rapporto finale sull’attivita sciatoria della Brigata 15 (nell’inverno 1930–1931).[26]
  - (Enrico) Orfeo Amadò (* 16. März 1908 in Lugano; † 16. Juli 1979 ebenda) (Bürgerort Bedigliora), Architekt wohnte in Bedigliora und Viganello[27]
  - Lauro Amadò genannt Laio (* 15. März 1912 in Lugano; † 7. Juni 1971 ebenda), Kaufmann, Fußballspieler in der Schweizer Nationalmannschaft
  - Teodoro Amadò (* 20. August 1943 in Casrelrotto), Sekundarlehrer in Gymnasium von Lugano, Lokalhistoriker, Philateliker, Genealoge, Wikipedianer[28] Mitglied und Autor der Società storica locarnese und der Società genealogica della Svizzera italiana
  - Michele Rino Amadò (* 29. April 1958 in Lugano) aus Bedigliora, Sohn des Orfeo, Philosoph, Schriftsteller, Politiker[29], Professor der Kommunikationswissenschaft an der Scuola universitaria professionale della Svizzera italiana (SUPSI)
  - Aglaja Elena Amadò (* 25. Februar 1985 in Lugano), Tochter des Michele, Schauspielerin[30]

- Familie Vannotti. [31]
  - Giovanni Vannotti (* 1837 in Bedigliora; † 14. November 1908 in Luino), 6. Juli 1863 Sekretär der Società agricola del III Circondario., Professor am Gymnasium von Lugano 1877, dann Direktor des Istituto Elvetico in Intra, bis zu seinem Tode Direktor der Banca popolare von Luino.[31][32]
  - Virginia Vannotti-Conza (* um 1838 in Arogno; † nach 1885 in Bedigliora), Ehefrau von Giovanni Vannotti, erste Sekundarlehrerin in der neueröffnete Scuola Maggiore (Mittelschule) di Bedigliora[33]
  - Francesco Vannotti (* um 1850 in Bedigliora; † um 1920 ebenda), 19. September 1883–1892 Lehrer in der Primarschule von Astano[34] und Semione, am 1. Januar 1872 war er Mitglied der Società degli amici dell’educazione del popolo.[35]
  - Enrico Vannotti alias Henry Van Notti (1876–1962), Maler und Kupferstecher des Impressionismus. In New York City dekorierte er Theater und Kinos, Landschaften und Umgebungen des Big Apple abbildete und an mehreren Ausstellungen teilnahm.
  - Ernesto Vannotti (* 28. Januar 1873 in Bedigliora; † nach 1935 in Mailand), Sohn des Giovanni, Ingenieur, seit 1903 Direktor des Tecnomasio italiano Brown, Boveri & Cie. in Mailand, Berater und Generaldelegierter der italienischen Westinghouse Electric Company, dann Gesellschaft der Bauwerkstätten elektrischer Lokomotiven von Vado Ligure.[31][36]
  - Maria Ancilla Vannotti (* 15. Februar 1877 in Luino; † 24. November 1930 ebenda), Tochter des Giovanni, Schriftstellerin, sie gründete in Luino die Medizinische Untersuchung für Tuberkulose Krankheiten; veröffentlichte 13 Bände Novellen und Biographien. Mitarbeiterin zahlreicher Zeitschriften zur Mentoring der katholischen Geistentwicklung.[31]
  - Alfredo Vannotti (* 11. August 1907 in Luino; † 27. August 2002 in Walkringen), Professor für Innere Medizin in Lausanne, Direktor der Abteilung für Experimentelle Forschung am Westschweizer Anti-Krebs-Zentrum[37][38]
  - Franco Vannotti (* 4. März 1910 in Mailand; † 1995 in Muzzano), Doktor der Chemie, Humanist, Sammler der orientalische Kunst und der lombardiche Malerei, Publizist: Die chinesische Malerei, ein bei uns zu wenig bekanntes Gebiet. In: Magazin Ruizhong, Gesellschaft Schweiz-China, Nr. 4, 1975.; mit Wang Chi-ch'uan: Ventagli cinesi. Chinese Fans., Lugano, Cornèr Bank 1972[39][40][41], als Neffe des Firmengründers von Chocolat Stella in Lugano, entwickelt er die erste zuckerfreie Schokolade der Schweiz.[42]

- Familie Alberti. [43]

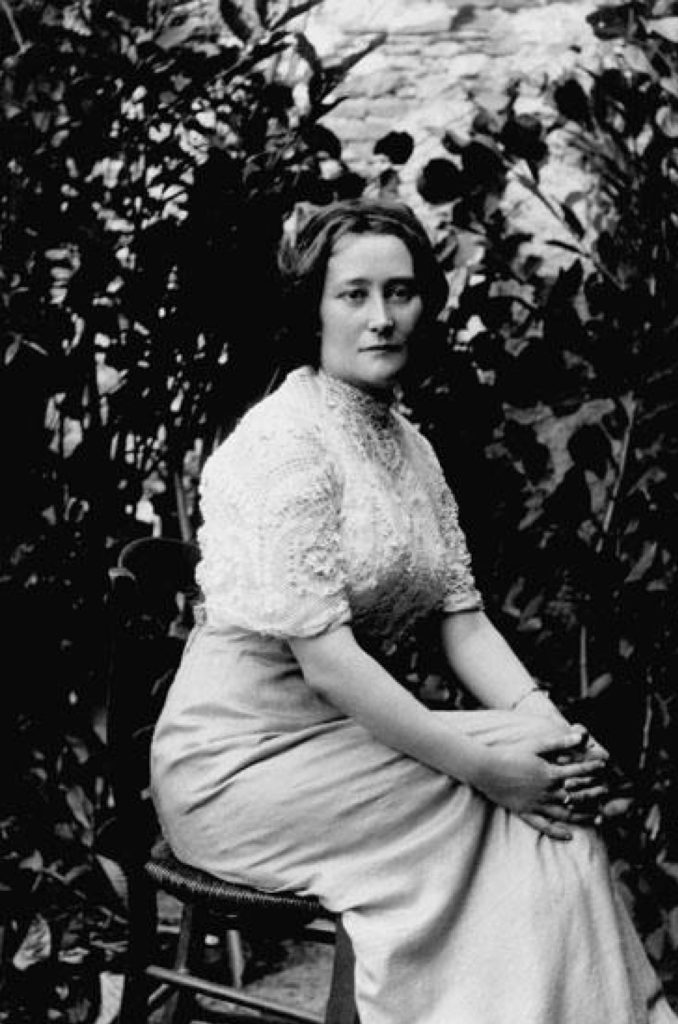
Maria Boschetti-Alberti in Bedigliora (1915)

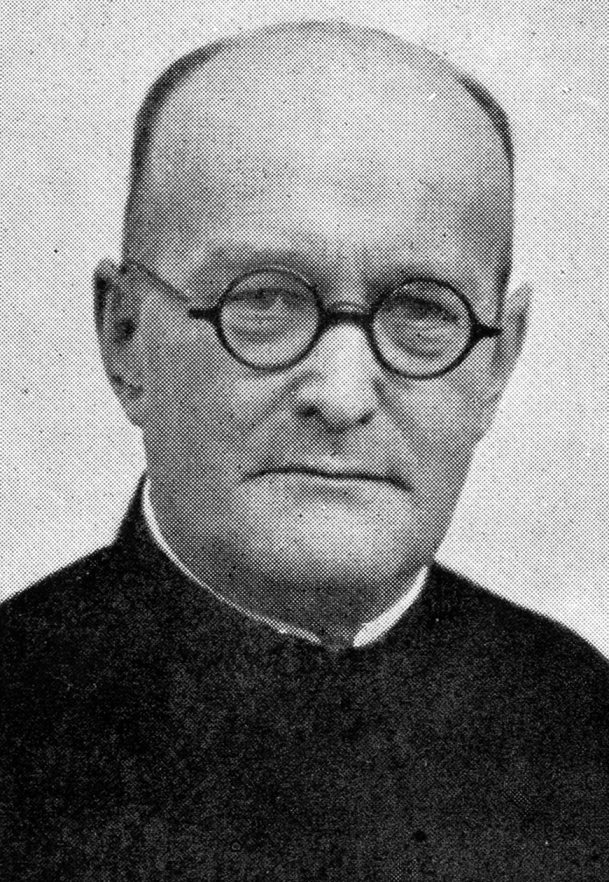
Francesco Alberti

  - Giovanni Domenico Alberti (* 29. September 1739 in Bedigliora; † 10. August 1817 in Sessa TI), Priester, Theologe, Propst, Autor[44]
  - Antonio Alberti (* um 1770 in Bedigliora; † um 1830 ebenda), Priester, Propst, Lehrer[45]
  - Giovannina Mattei Alberti (* 14. Oktober 1873 im Montevideo; † 20. September 1963 in Osogna), Pädagogin, Journalistin[46]
  - Giacomo Alberti (* um 1877 in Bedigliora; † 1938 ebenda), Anwalt, Prätor von Lugano[47]
  - Maria Boschetti-Alberti (1879–1951), Schweizer Pädagogin, Autorin
  - Francesco Alberti (1882–1939), Schweizer römisch-katholischer Priester, Journalist, Schriftsteller und Politiker
  - Giacomo Alberti (1896–1973), Architekt tätig besonders im Kanton Tessin
  - Mario Alberti (* 1. Juni 1922 in Bedigliora; † 5. Februar 2014 in Massagno), Postamtdirektor in Molino Nuovo, Lokalhistoriker, im Sommer lebte er in Bedigliora[48]

- Giovanni Maricelli (* 1805 in Bedigliora; † 1877 ebenda), Priester, Schulinspektor, Gründer und 6. Juli 1863 Präsident der Società agricola del III Circondario. und Gründer des Kindergartens[49][50]
- Regina De Martini Amadio (* um 1810 in Lugano; † um 1870 in Bedigliora), erste Lehrerin in Bedigliora[51]
- Giacomo Maricelli (* 1816 in Bedigliora; † 1912 ebenda), Ziegelei-Industrieller, Politiker[52]
- Angelica Cioccari-Solichon (1827–1912), Sekundarlehrerin u. a. in Bedigliora, Journalistin und Vizedirektorin des Manzoni-Instituts in Maroggia.
- Pietro Grassi (* 1849 in Bedigliora; † 30. September 1934 in Lugano), Unternehmer, Wohltäter, Politiker, Tessiner Grossrat[53]
- Santino Cassina alias Tino von der Hütte (* 1908 in Banco, Fraktion von Bedigliora; † 23. Februar 1984 in Castagnola), Priester, Autor[54]
- Pietro Lorenzetti (* um 1913 in Bedigliora; † 3. März 2000 ebenda), Geistlicher, Missionar in Afrika, Mitglied des Orden des Weisse Väters[55]
- Eros Bellinelli (1920–2019), Schweizer Journalist, Programmleiter für RSI, wohnte in Banco di Bedigliora[56]
- Athos Simonetti (* 1944 in Sorengo ?; † 11. Januar 2025 in Lugano) aus Astano, Geograph, Geologe, Gymnasiallehrer, ehemaliger Gemeindepräsident von Bedigliora, Autor, Forscher, ehemaliger Präsident der Società Mineralogica Ticinese[57]
- Renato Giovannoli (* 1956), Bibliothekar, Schriftsteller[58]
- Luigi Lorenzetti (* 1964), wohnt in Banco di Bedigliora, Historiker, Essayist[59]